# Maciej Pawliński (montażysta)
Maciej Pawliński (ur. 14 sierpnia 1978 w Warszawie) – polski montażysta filmowy. Laureat Polskiej Nagrody Filmowej oraz laureat Nagrody za montaż na Festiwalu Polskich Filmów Fabularnych.
Absolwent Wyższego Studium Realizacji Telewizyjnej Państwowej Wyższej Szkoły Filmowej, Telewizyjnej i Teatralnej w Łodzi (dyplom 2010). Wykładowca na Wydziale Reżyserii Filmowej i Telewizyjnej tej uczelni. Członek Europejskiej Akademii Filmowej oraz Polskiej Akademii Filmowej.

## Wybrana filmografia[1]
montaż:
- Na dobre i na złe (2004, odc. 181-184, 194-196)
- Oda do radości (2005)
- Pitbull (2007, odc. 6-11. 16-17)
- Essential Killing (2010)
- Big Love (2012)
- W głębi lasu (2020, odc. 1-3)
- Fucking Bornholm (2022)
- Broad Peak (2022)

## Wybrane nagrody i wyróżnienia[1]
- 2006: Nagroda za montaż filmu Oda do radości na Koszalińskim Festiwalu Debiutów Filmowych „Młodzi i Film”
- 2011: Nagroda za montaż filmu Essential Killing na Festiwalu Polskich Filmów Fabularnych w Gdyni
- 2011: Polska Nagroda Filmowa za montaż filmu Essential Killing
- 2014: Nagroda za montaż spektaklu telewizyjnego Skutki uboczne na Festiwalu Teatru Polskiego Radia i Teatru Telewizji Polskiej „Dwa Teatry”
- 2019: nominacja do Polskiej Nagrody Filmowej za montaż filmu dokumentalnego Over the limit